# Albert J. Hopkins
Albert Jarvis Hopkins, född 15 augusti 1846 i DeKalb County, Illinois, död 23 augusti 1922 i Aurora, Illinois, var en amerikansk republikansk politiker. Han representerade delstaten Illinois i båda kamrarna av USA:s kongress, först i representanthuset 1885–1903 och sedan i senaten 1903–1909.
Hopkins utexaminerades 1870 från Hillsdale College i Michigan och studerade sedan juridik. Han inledde sin karriär som advokat i Aurora och tjänstgjorde som åklagare i Kane County 1872–1876.
Kongressledamot Reuben Ellwood avled 1885 i ämbetet och efterträddes av Hopkins. Han efterträdde sedan 1903 William E. Mason som senator för Illinois och efterträddes 1909 av William Lorimer. Hopkins avled 1922 och gravsattes på Spring Lake Cemetery i Aurora.